# Complejo Deportivo San Carlos de Apoquindo
El Complejo Deportivo San Carlos de Apoquindo es un recinto multidisciplinario de propiedad del Club Deportivo Universidad Católica, ubicado en la comuna de Las Condes en Santiago de Chile. Se inauguró oficialmente en 1981 como reemplazo del Complejo Santa Rosa. Es uno de los cuatro recintos deportivos actuales del club, tras El Colorado, el Centro Radiocontrolado y Marina Pintué.
Sus instalaciones son utilizadas por las diversas ramas deportivas del club, entre ellas: el atletismo, básquetbol, equitación, fútbol masculino, femenino y joven, hockey césped, natación, pádel, rugby,  tenis, triatlón y vóleibol, siendo la más conocida la rama de fútbol. Además, el recinto ofrece senderos para los deportes de bicicleta de montaña, carrera y excursionismo.
La infraestructura ha tenido lugar a varios acontecimientos importantes dentro del deporte, tales como los Juegos Panamericanos; también fue sede de la Serie Mundial de Rugby 7, el World Padel Tour, el ATP 250 de Chile, el Sudamericano de Hockey césped, y torneos de atletismo como el Grand Prix Orlando Guaita. En cuanto al fútbol, San Carlos de Apoquindo ha sido sede de la selección chilena y de una final de Copa Interamericana, entre otros eventos.

## Historia

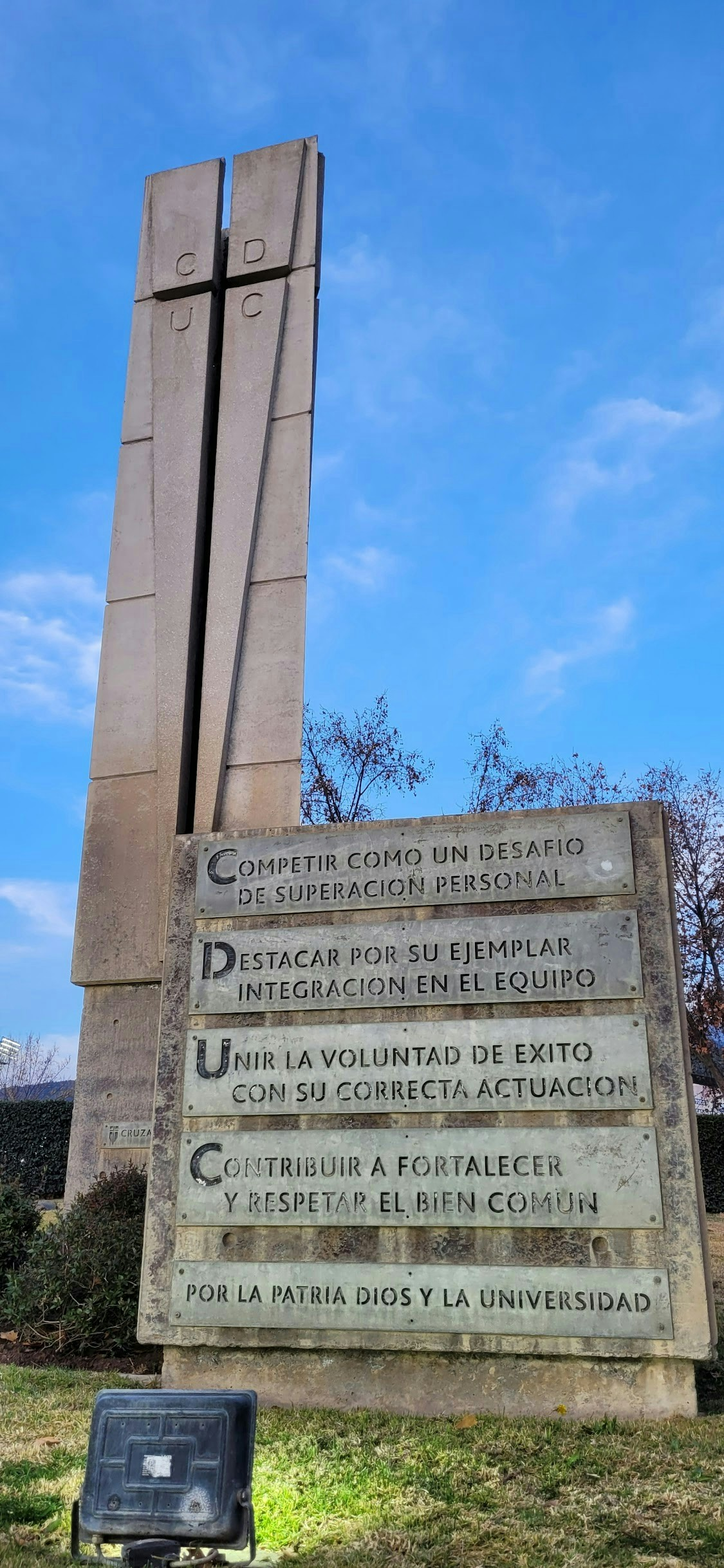
Escultura y acrónimo a la entrada del complejo.

Las ramas deportivas del club se encontraban inicialmente en el Complejo Deportivo Santa Rosa de Las Condes, en la comuna de Las Condes, el cual fue donado por la municipalidad de la comuna en los años 50. Debido al afianzamiento institucional y crecimiento del club, se comenzaron a trasladar algunas de las ramas deportivas a la zona precordillerana de la ciudad de Santiago.
Con la necesidad de construir un nuevo recinto deportivo, luego de la venta de su Estadio Independencia, el 4 de febrero de 1972 el rector de la Pontificia Universidad Católica Fernando Castillo, el presidente de club deportivo Manuel Vélez, los dirigentes Patricio Flores y Alejandro Duque, y el alcalde de la Municipalidad de Las Condes, Ramón Luco, ofrecieron una conferencia de prensa en la cual se anunció el proyecto de una nueva ciudad deportiva en los faldeos cordilleranos.
Es así como se dio origen al complejo deportivo San Carlos de Apoquindo, bautizado de esa forma en honor a Carlos Casanueva, rector de la Pontificia Universidad Católica de Chile gracias a la compra de 1800 hectáreas. La financiación para poder invertir en instituciones deportivas se llevó a cabo con «La Gran Jornada», evento que consistió en promociones de sorteos masivas donde la gente compraba bonos numerados. Cada día se rifaron bicicletas, radios, entre otros artículos. Este proyecto fue llevado a cabo por Vélez, Promoval y la autorización del rector de la Pontificia Universidad Católica, Fernando Castillo, y del Consejo Superior de la PUC. Posteriormente, se realizó una segunda y tercera edición.
En 1980, bajo la administración de Andrés Becker Opazo, comenzó la construcción del complejo de fútbol, con cuatro canchas de entrenamiento, tres de ellas de empastadas y la restante de maicillo junto con una residencia para 30 personas.. El complejo abrió en 1981, inaugurando oficialmente el complejo deportivo.
En 1983 se inauguró el complejo de Rugby y Equitación, a su vez se dio inicio a la construcción de la pista atlética, y mejoras en pistas de ciclocrós. Sus obras principales comenzaron en 1987, cuando se germinó la idea de construir un nuevo estadio. Sin embargo, recién el 16 de abril de ese año, mediando algunas reuniones entre la dirigencia y las autoridades, el municipio de Las Condes emitió un permiso para reanudar las obras de construcción. El estadio, llamado San Carlos de Apoquindo al igual que el barrio y el complejo donde fue edificado, se inauguró el 4 de septiembre de 1988.

## Características
El complejo deportivo cuenta con una superficie bruta de 8.894.809 metros cuadrados entre instalaciones y senderos. Dentro del complejo se encuentran alrededor de 2800 estacionamientos destinados a los diversas instalaciones del recinto.
De acuerdo a la Dirección de Obras de la Municipalidad de Las Condes en él se encuentran dos zonas, la primera denominada U-Ee2 (uso de suelo especial 2) destinada al equipamiento recreativo deportivo que incluye la construcción de complejos deportivos, gimnasios, estadios, piscinas y canchas, y otra zona U-Ee3 (uso de suelo especial 3) destinada a las áreas verdes intercomunales y comunales para senderos cordilleranos.

### Superficies de las construcciones del Complejo
A continuación se detallan los 5 recintos con más metros cúbicos de superficie de las instalaciones del Complejo:
- Estadio San Carlos de Apoquindo: 48.522 m² aprox.[19][20]
- Edificio de Deportes UC: 14.271,70 m².[1]
- Equitación: 10,359,76 m².[1]
- Casa Club: 3,960,30 m².[1]
- Complejo de Fútbol: 1,913,94 m².[1]

## Instalaciones
A continuación se detallan las instalaciones del complejo y sus principales características:

### Recintos deportivos
| - Estadio San Carlos de Apoquindo - Cancha césped artificial. - Capacidad 20 000 espectadores - Edificio de Deportes UC - 2 canchas de 2 100 x 68 m². Piso de madera y 1 354 espectadores. - 2 canchas de entrenamiento. - Piscina temperada. Capacidad 248 espectadores. - Laboratorio deportivo. - Centro de eventos: 1 319 m². Capacidad 1 600 espectadores. - Centro de entrenamiento. - Oficinas corporativas - Camarines, computrainer, cafetería y oficinas | - Club House - Cancha de fútbol - 3 canchas de pádel - Canchas de squash - Boulder de escalada - Bike Park/Pump Track. - Gimnasio de 400 mts2. - Salas de cycling. - Piscina temperada y al aire libre. - Jacuzzi, sauna, quinchos, camarines. - Guardería infantil. |

### Complejos deportivos
| - Complejo de Atletismo "Eliana Gaete Lazo" - Pista de polytan con 8 pistas. - Camarines, utilería y sala de pesas. - Oficinas administrativas. - Complejo de Equitación "Eduardo Cuevas Valdés" - 3 canchas. Arena. - 1 cancha. Césped. - 2 picaderos. - 214 pesebreras. - Complejo de Fútbol "Raimundo Tupper Lyon" - 2 canchas. Pasto sintético. - 2 cancha. Césped natural. - Gimnasio de 504 m². - Casa Cruzada «Mario Livingstone». - Clínica deportiva, camarines, casino. - Oficinas administrativas. - Complejo de Futbolito y Pádel - Futbolito: 7 canchas con pasto sintético. - Pádel: 6 canchas especializadas. - Camarines y casino. | - Complejo de Hockey Césped - 2 canchas. Pasto sintético. - Camarines, utilería y sala de pesas. - Oficinas administrativas. - Complejo de Rugby "Alberto Jory" - Cancha 1. Césped natural. - Cancha 2. Césped sintético. - Camarines, utilería y sala de pesas. - Oficinas administrativas. - Complejo de Tenis "Mario Caracci Onetto" - Court Central "Jaime Fillol". 4 000 espectadores. - 23 canchas de arcilla . - 4 canchas de asfalto. - Fortín Cruzado - Cancha de 94 x 56 m. Pasto sintético. - Dos canchas de 94 x 50 m. Pasto sintético. - Escuelas y campamentos de fútbol. |

### Áreas verdes
- Parque natural San Carlos de Apoquindo
  - Alto las Vizcachas. Extensión 9 km.[4]
  - Alto del Naranjo. Extensión 12 km.[4]
  - Cancha de Carrera. Extensión 9 km.[4]
  - Morro las Papas. Extensión 6,4 km.[4]
  - Morro las Guayacán. Extensión 8,6 km.[4]
  - Sendero Mountain Bike. Extensión 6,7 km.[4]
  - Monolito. Extensión 5,3km.[4]

- Parque educativo interpretativo
  - Conservación del bosque esclerófilo. 80 ha.[35]

## Recintos deportivos

### Edificio de Deportes UC

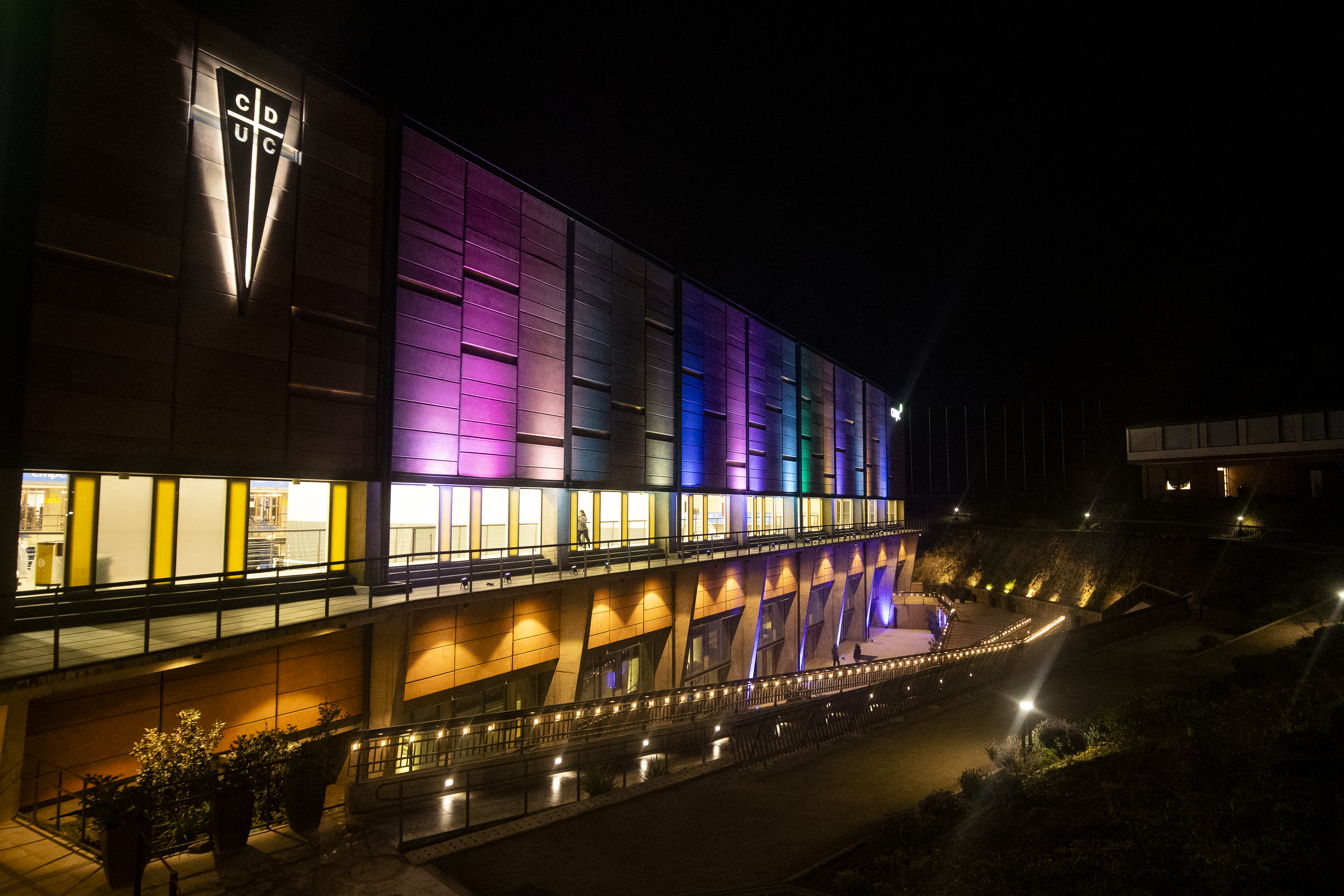
Imagen del Edificio de Deportes UC en 2023.

El 10 de agosto de 2016, se aprobó la construcción del Edificio de Deportes UC. El edificio de deportes diseñado por Teodoro Fernández se comenzó a construir en julio de 2018 con una inversión total de 600 mil UF, albergando una superficie de 14 271,70 metros cúbicos. Se inauguró en octubre de 2021 con  instalaciones para las ramas de basquetbol, triatlón, voleibol, y natación, además de oficinas.
Consiste en una edificación de 3 pisos. En el primero se sitúa un gimnasio para el básquetbol y vóleibol. En el segundo se ubica una piscina temperada de 50 metros y 1.40 metros de profundidad.El tercer piso se destinó a camarines, cocina, gimnasio, laboratorios para la rama de triatlón, medicina, computrainer, aula, cafetería, oficinas corporativas y espacios comunes.Posee además un centro de eventos, un espacio de 1 319 metros cúbicos para el uso de eventos exclusivos.

### Estadio San Carlos de Apoquindo

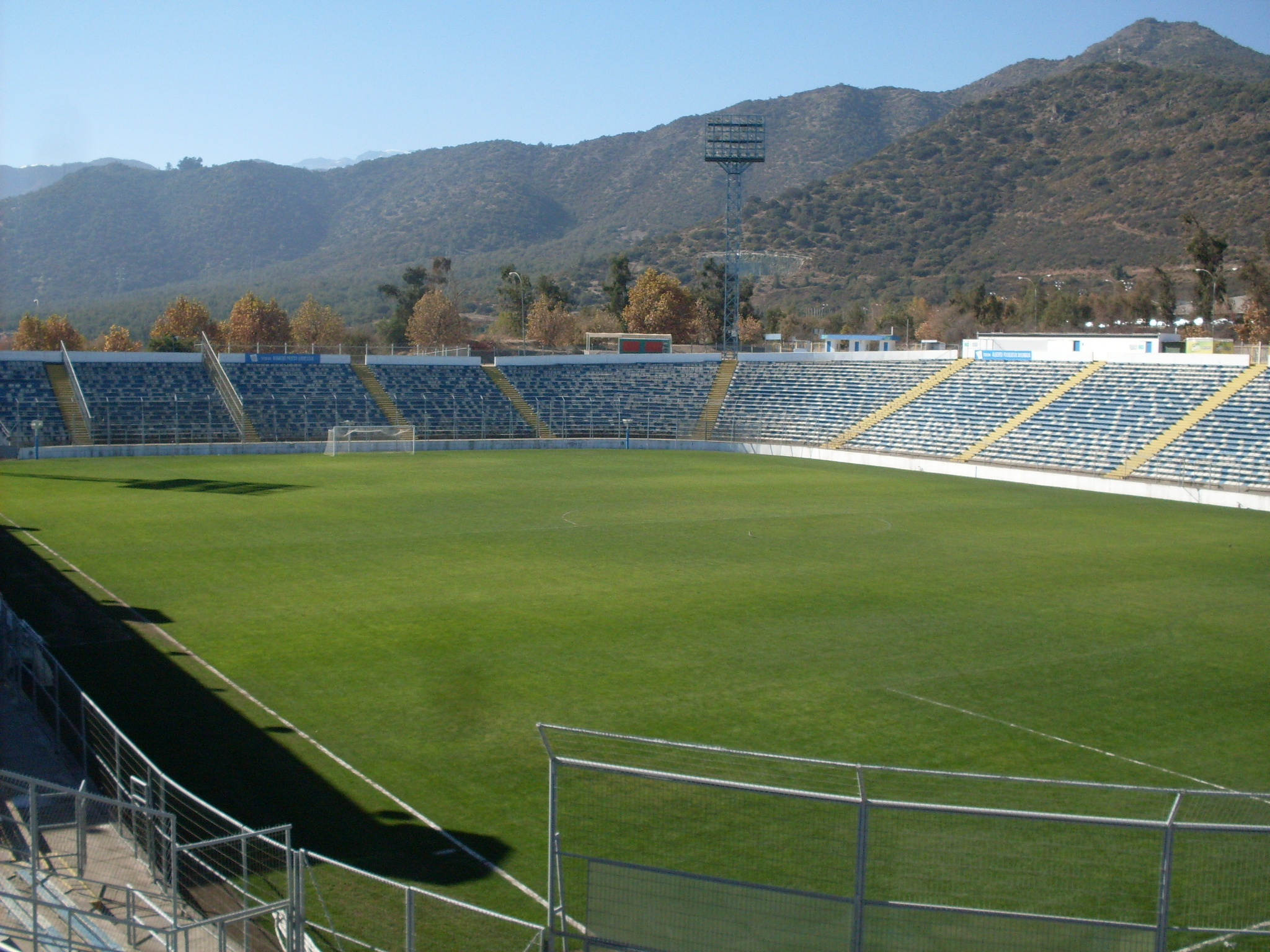
El Estadio San Carlos de Apoquindo en 2011.

El Estadio San Carlos de Apoquindo fue inaugurado en 1988, y es sede del equipo de fútbol Universidad Católica. Ha sido remolado en diversas oportunidades. Su remodelación más grande sería en 2022-2024 con la modernización de San Carlos de Apoquindo. Dentro de los cambios, es el aumento del aforo de 14 000 a 20 000 espectadores, el cambio de césped natural a un pasto artificial, y la ampliación de 37 409 m², que aumentaría la superficie total a 48 522 metros cuadrados.
En el estadio se han albergado diversos partidos definitorios de clubes como la final de la Copa Interamericana 1994, partidos definitorios para la obtención de la Primera División de Chile, final de la Copa Chile, Supercopa de Chile, liguillas del torneo nacional para determinar la clasificación a torneos internacionales y fue sede de partidos internacionales de la selección de Chile para la clasificación a la Copa Mundial de Fútbol de 2022.

### Club House UC

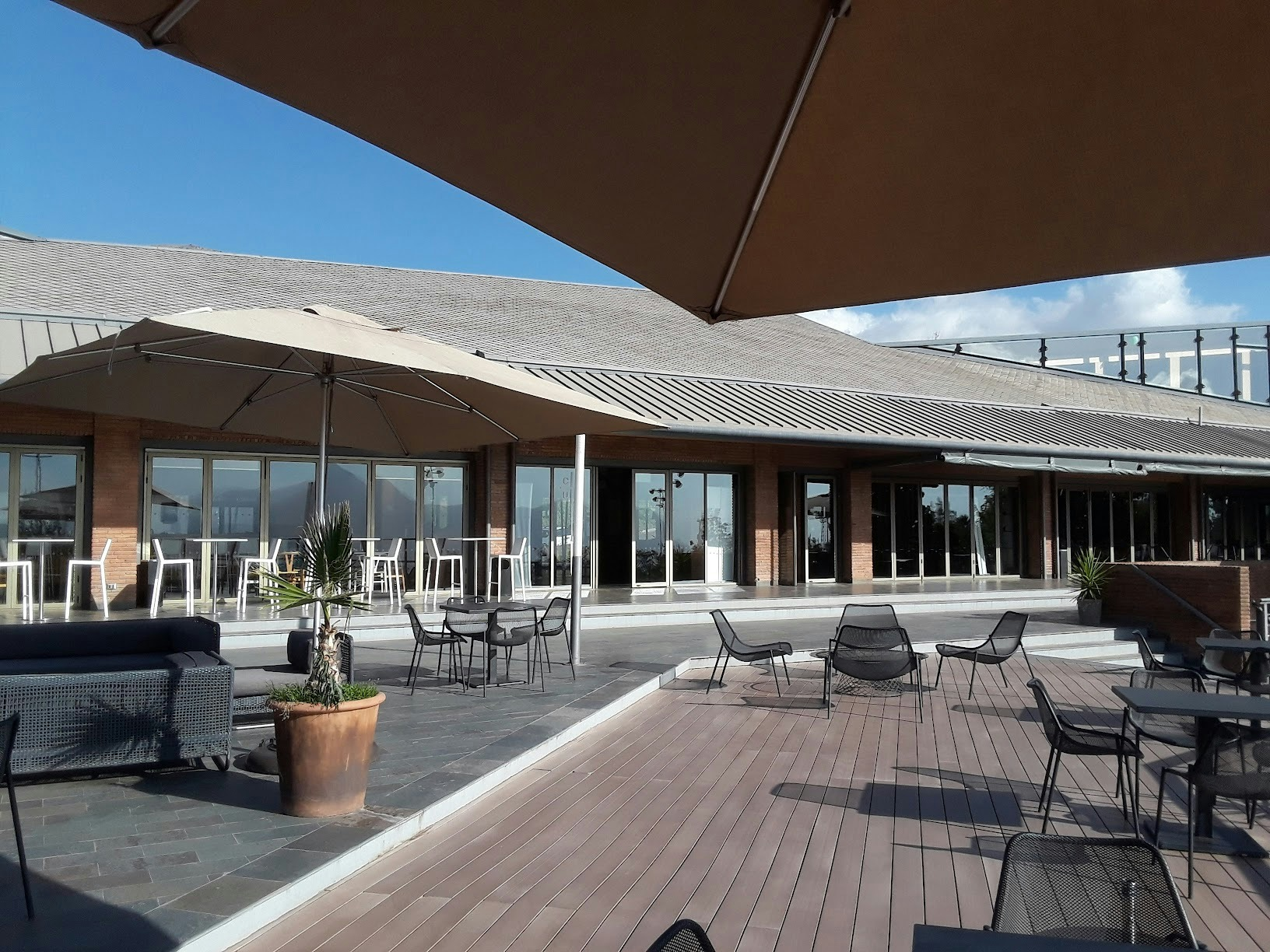
Fotografía del Club House.

Dentro de las instalaciones se encuentra el Club House UC construida por los arquitectos Teodoro Fernández y Sebastián Hernández. Alberga 3,960,30 m² y fue inaugurada en 2010. Alberga instalaciones deportivas exclusivas para los socios generales.Para actividades no deportivas, se encuentran camarines con duchas, baños y zona de sauna, una guardería infantil, restaurante, zonas de quinchos, jacuzzi, entre otros.
Este recinto incluye las 27 canchas del complejo de tenis y las instalaciones del complejo de equitación.Además para el área deportiva tiene un gimnasio de 400 mts2, salas de cylcling, piscina semi-olímpica interior y otra al aire libre, cancha de fútbol, 2 canchas de squash, 3 canchas de pádel, construidas con tecnología certificada por World Padel Tour, un sector para el pump track, boulder para escaladas, espacios para pilates, ballet, entre otros.
Tras las organizaciones del ATP chileno y el WPT Chile Open 2023 en el complejo de tenis. Algunas instalaciones del Club House UC son utilizadas parcialmente; tales como el restaurante, guarderías, camarines y canchas de squash y su gimnasio.

## Complejos deportivos

### Complejo de atletismo

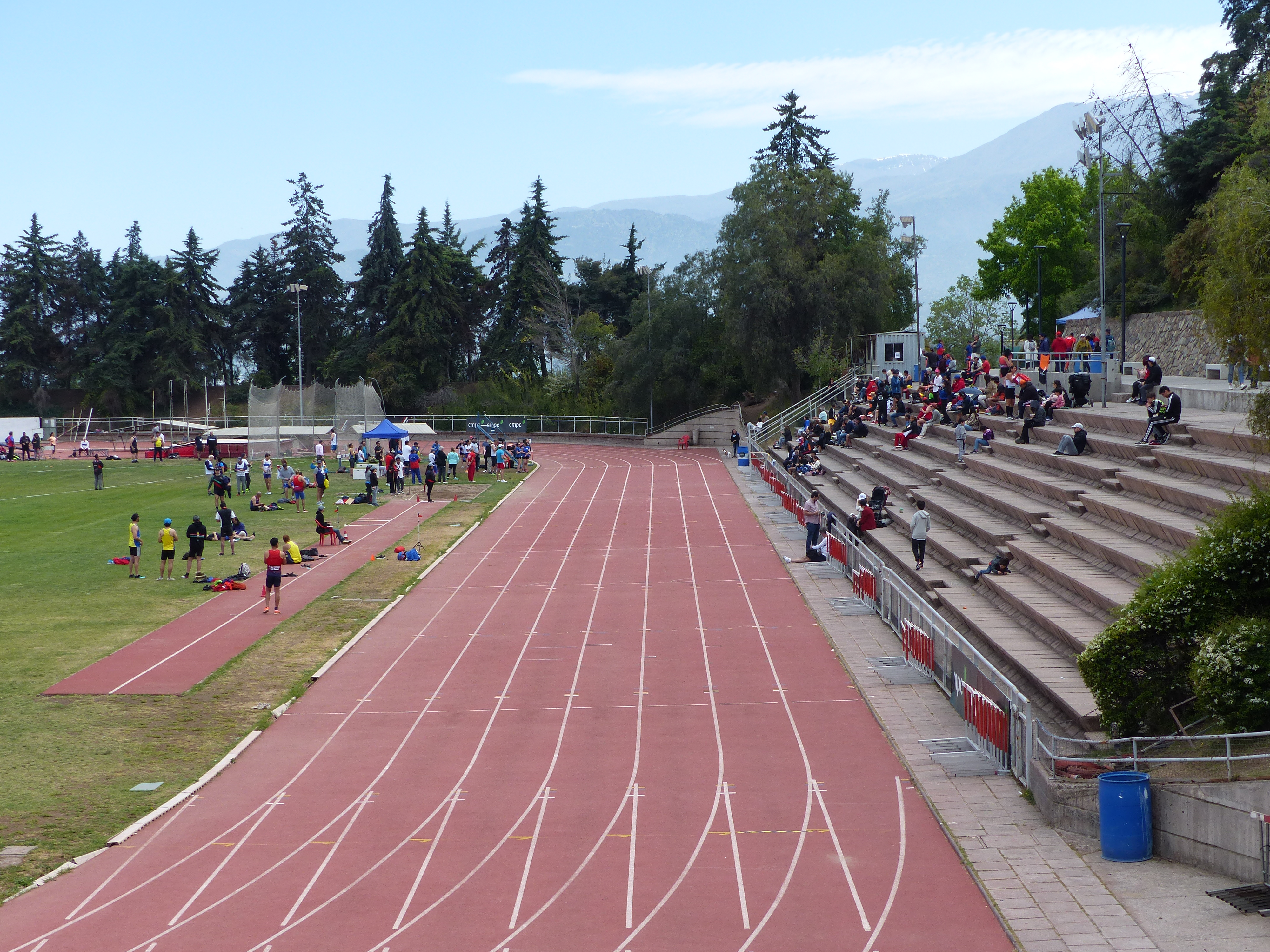
Pista Eliana Gaete Lazo.

El "Complejo de Atletismo Eliana Gaete Lazo" incluye una pista de polytan con 8 pistas, además de vallas, colchonetones, vallones, fosos de lanzamiento e instalaciones de camarines, salas de pesas, bodega, utilería y oficinas de uso administrativo.
En la pista atlética Eliana Gaete Lazo del complejo, se han desarrollado ediciones del tradicional Grand Prix Sudamericano Orlando Guaita, además de ser escenario del Campeonato Nacional Adulto, Meeting UC y Meeting Internacional Primavera en Santiago. Adicionalmente, ha recibido el Torneo Guillermo García-Huidobro y Mario Correa Letelier. En cuanto a otros deportes, ha sido sede del Americas Rugby Championship y Sudamérica Rugby Cup.

### Complejo de equitación

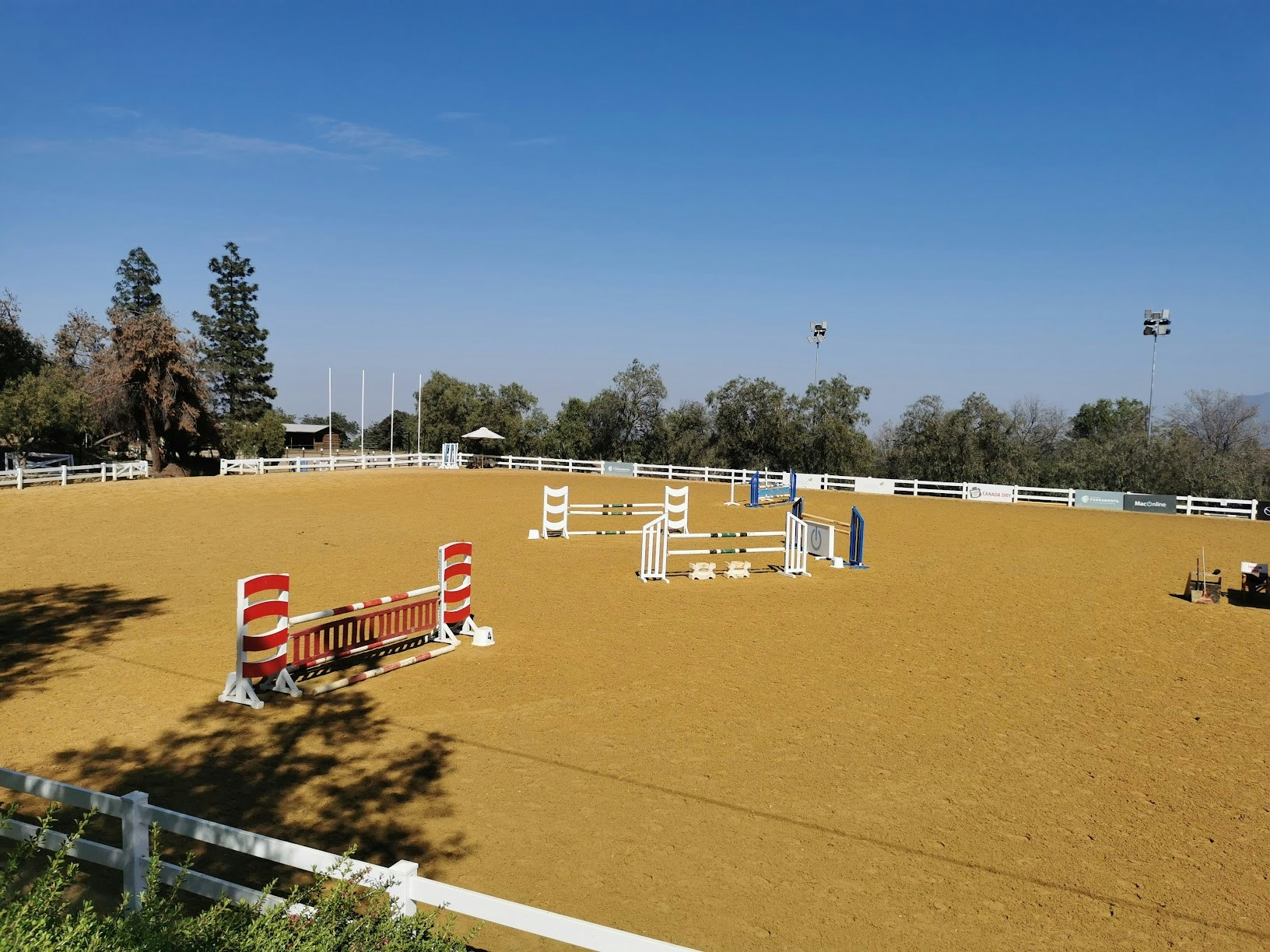
Fotografía de la cancha de arena.

Hacía el oriente del complejo se encuentra el Complejo Ecuestre "Eduardo Cuevas Valdés" destinado para la rama de equitación UC inaugurado en 1983. Desde su fundación en 1944 se ubicaban en Antonio Varas, Santiago.El recinto cuenta con 3 canchas de arcilla y una de césped, además de iluminación led, picaderos, pesebreras, y mejores condiciones de seguridad para los binomios.
En 2016, se inauguró la cancha "Félix Halcartegaray Reyes", en honor al quien fuera presidente por 10 años de la rama de equitación. Esta cancha tuvo una construcción de primer nivel, siendo la única de su tipo en Latinoamérica con arena de geotextil y sílice con irrigación subterránea. Para la inauguración de la nueva cancha se llevó a cabo el Concurso Internacional de Salto UC.

### Complejo de fútbol

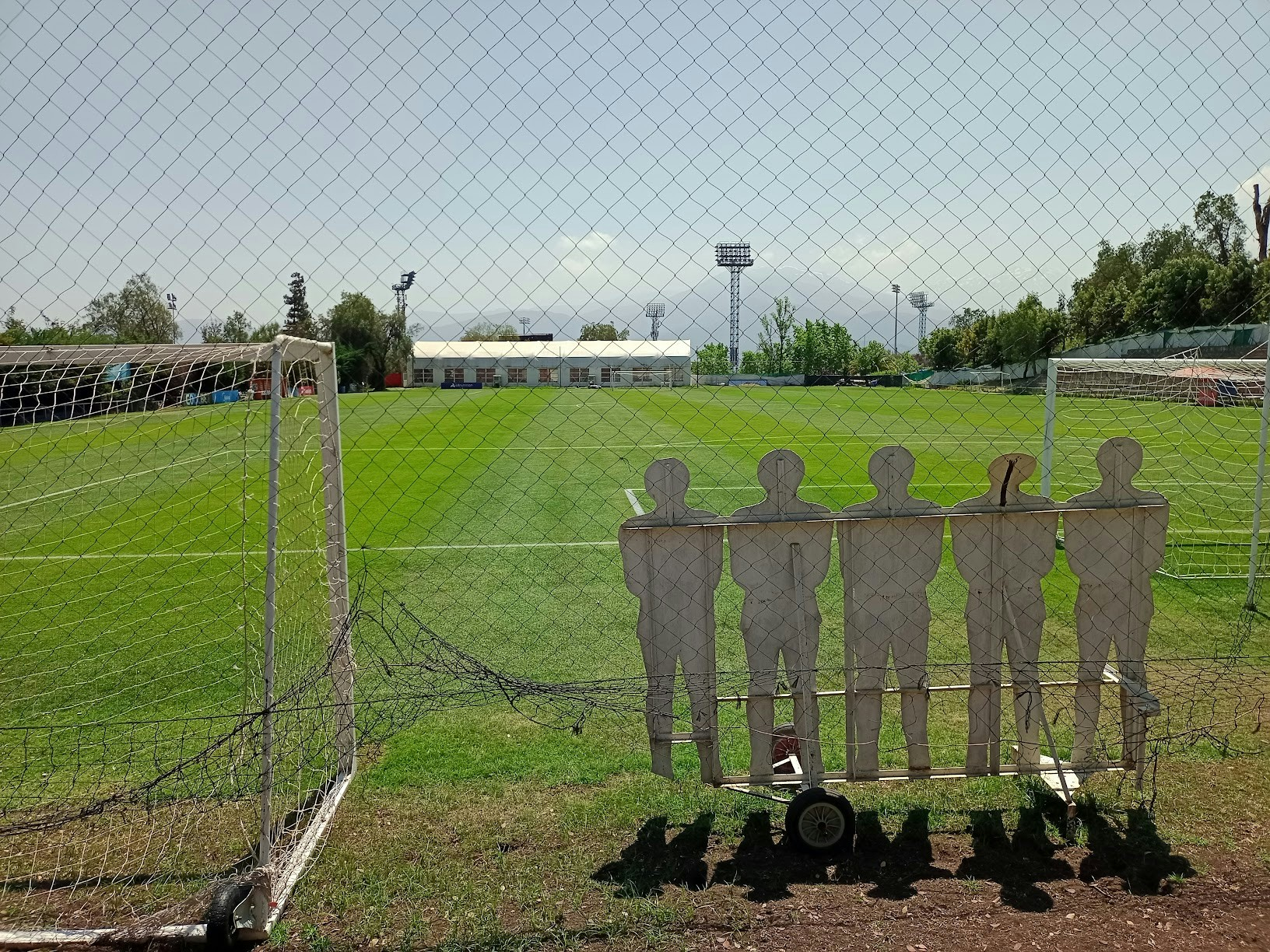
Cancha plantel profesional.

Justo al lado del estadio San Carlos de Apoquindo se encuentra el "Complejo de Fútbol Raimundo Tupper", construido en 1980. El complejo se inauguró en 1981 y contiene cuatro canchas para el futbol profesional y formativo y canchas sintéticas para las escuelas de fútbol del club. Se encuentran instalaciones administrativas y deportivas de Cruzados SADP, la Casa Cruzada «Mario Livingstone», casonas de residencia, salas de recuperación, dormitorios de concentración, entre otros.
Se inauguró en 2018 un gimnasio para la preparación de todas las categorías del fútbol. Abarca los 504 m² y la inversión bordeó los 215 millones de pesos chilenos.Tras el proceso de remodelación del estadio, en 2023 las butacas del mismo fueron reutilizadas para las mejores de la Cancha 1. La cancha 2 por su parte, se remodeló en abril del mismo año con el cambio del césped natural a una superficie sintética de nivel FIFA Quality Pro.

### Complejo de futbolito y pádel

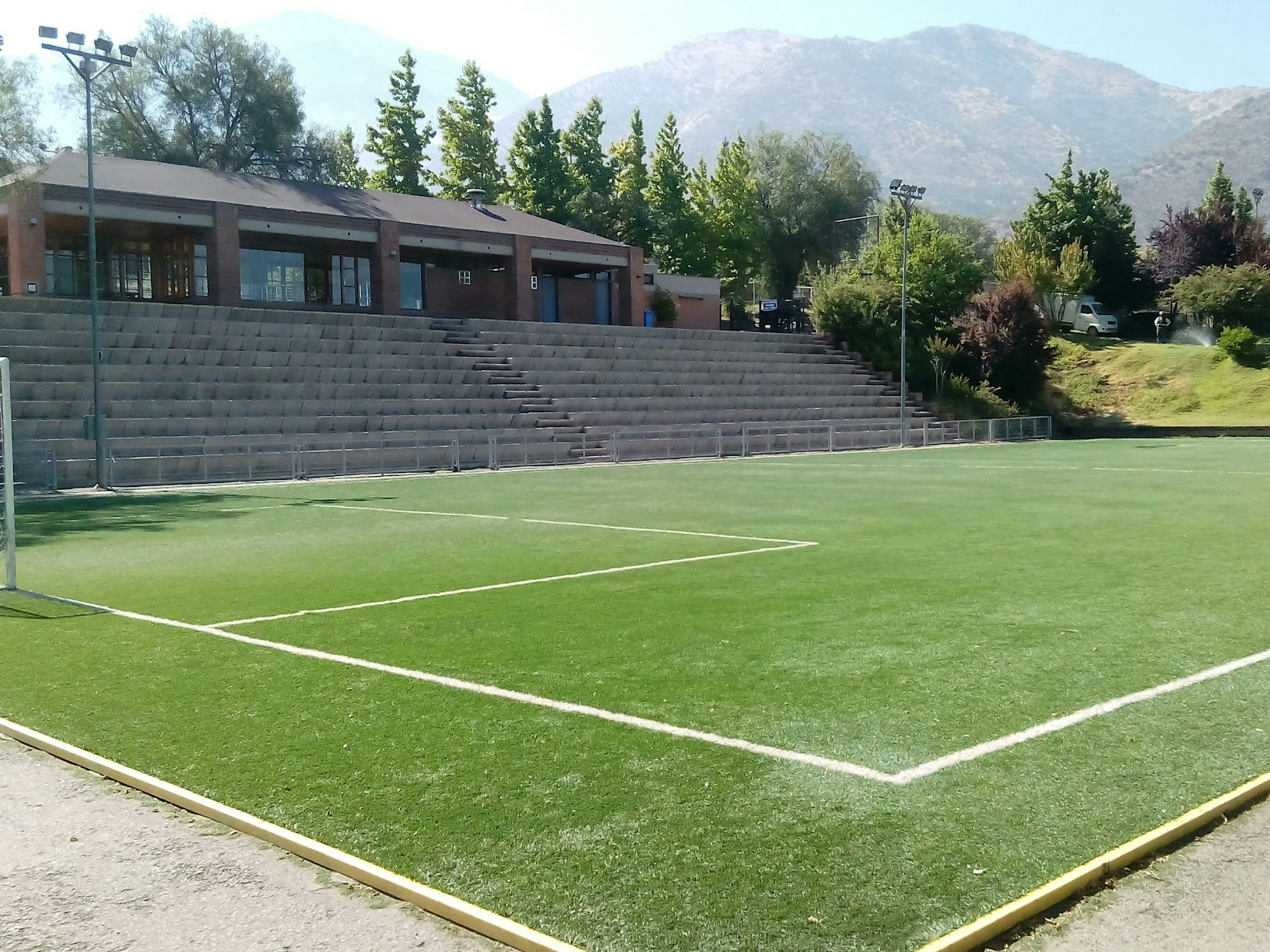
Fotografía de una cancha del futbolito UC.

En el sector oriente del complejo, rodeado por el complejo de fútbol y de equitación, se encuentra el complejo futbolito y pádel. Fue construido en 1993 con cachas para el futbolito. Cuenta con camarines de 319,90 m² y un casino de 249,51 m².
Para el futbolito cuenta con de 7 canchas individuales con pasto sintético, iluminadas y con carpetas de poliuterano que permite evitar lesiones, dos de ella son de últimas generación y otra; la cancha 2, cuenta con graderías. Dentro de sus remodelaciones, en mayo de 2021, las canchas 1, 2 y 7  fueron remodeladas con tecnología certificada por la FIFA, mientras que las canchas 3 y 4 en febrero de 2022, y la cancha 5 en marzo de 2024.
En el caso del pádel, se instalaron las primeras 4 canchas importadas desde España en 2019. En 2022 se agregaron dos más con pasto curvo; el mismo utilizado para el World Padel Tour. En 2023, tras el pasó del World Padel Tour en el Court Central del Tenis UC, las canchas restantes fueron renovadas con la misma tecnología.

### Complejo de hockey

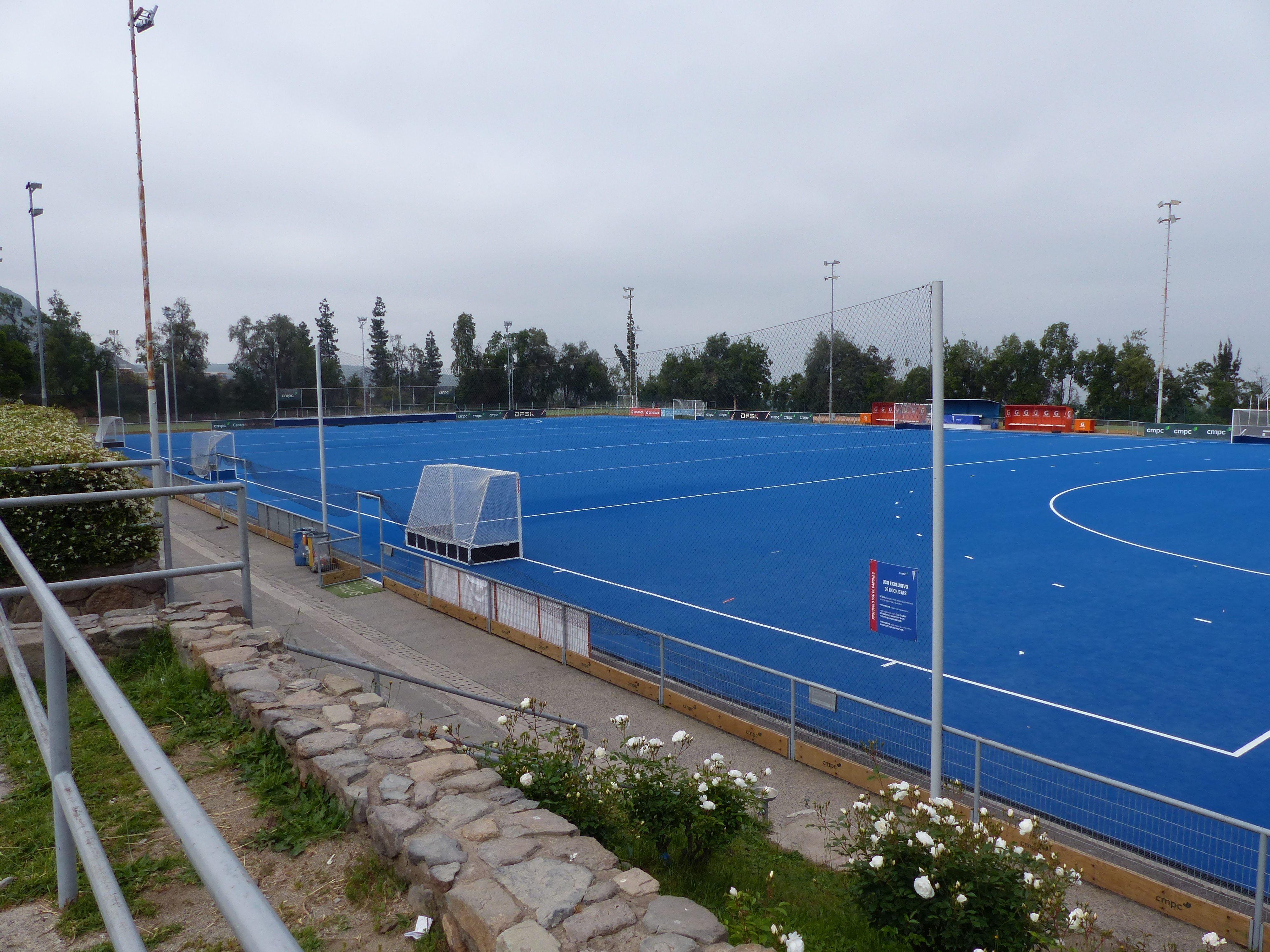
Vista a la cancha de hockey tradicional.

En otro sector, se encuentran las canchas de hockey sobre césped, que cuenta con canchas para el hockey tradicional y canchas sintéticas para el hockey césped seven, además de utilerías, salas de pesas y oficinas de uso administrativo.
En octubre de 2012, en el desarrollo de una nueva versión del torneo infantil Pollo Guiñez el presidente de la Federación Chilena de Hockey Césped junto a asistentes del Club Deportivo Universidad Católica, además del presidente de la Rama de Hockey Césped UC inauguraron un nuevo campo sintético para el hockey dentro del Complejo.Por su parte, las canchas de hockey sobre césped fueron sede del Campeonato Sudamericano 2013.

### Complejo de rugby

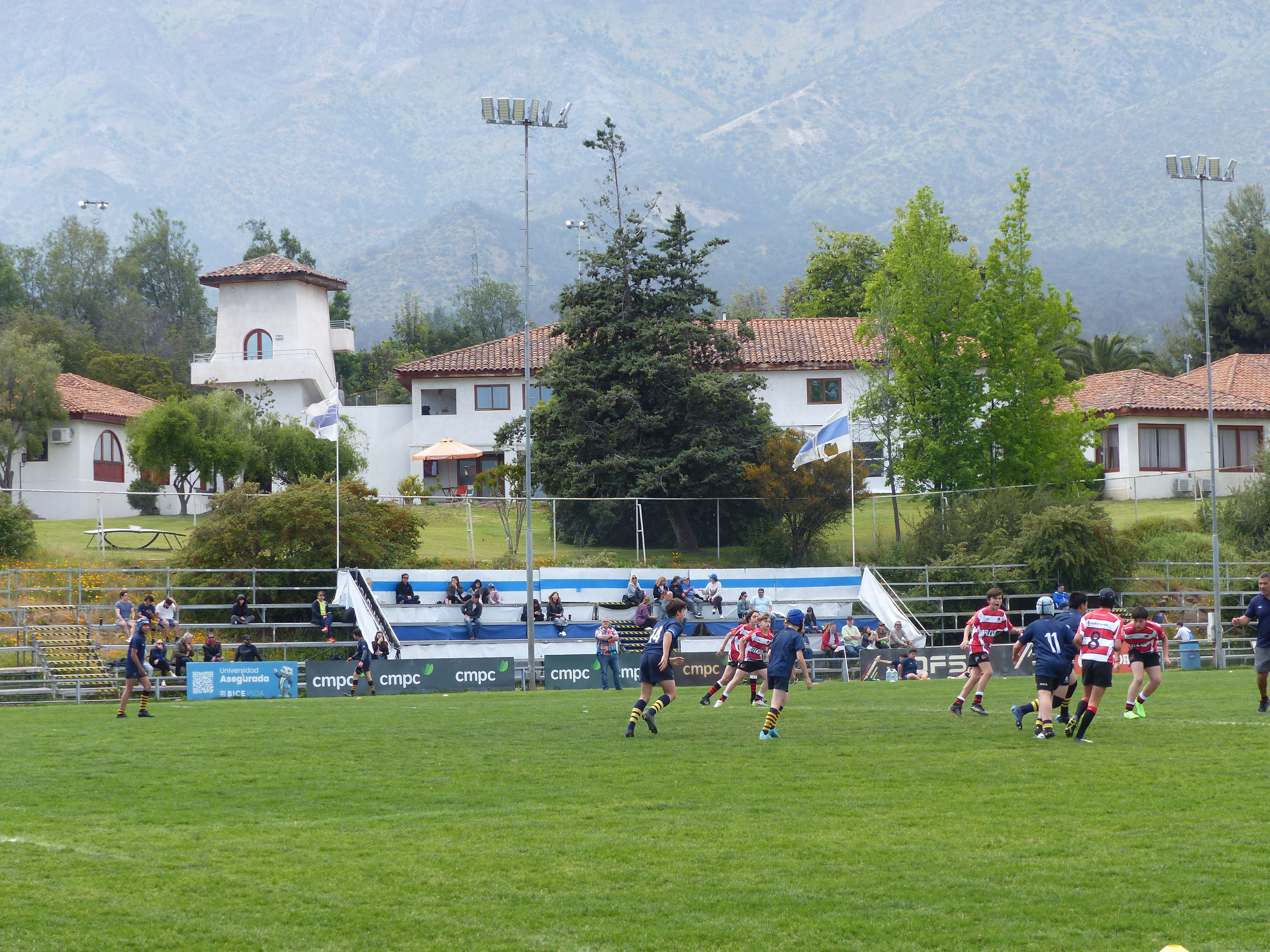
Vista de una de las canchas de rugby.

En la entrada del complejo, junto al complejo de atletismo, se ubica el Complejo de Rugby. Se inauguró el 12 de noviembre de 1983. Fue bautizado con el nombre de Alberto Jory Walker, en honor al deportista fundador de la rama de rugby UC.Cuenta con dos canchas, una de césped natural y otra sintética.
En el recinto, se desarrolla el Festival Alberto "Chicho" Jory, un evento de carácter juvenil para la formación de futuras promesas.Se realizó el Mundial Juvenil de 2001, además se festejaron títulos como el Apertura ARUSA 2015.

### Complejo de tenis

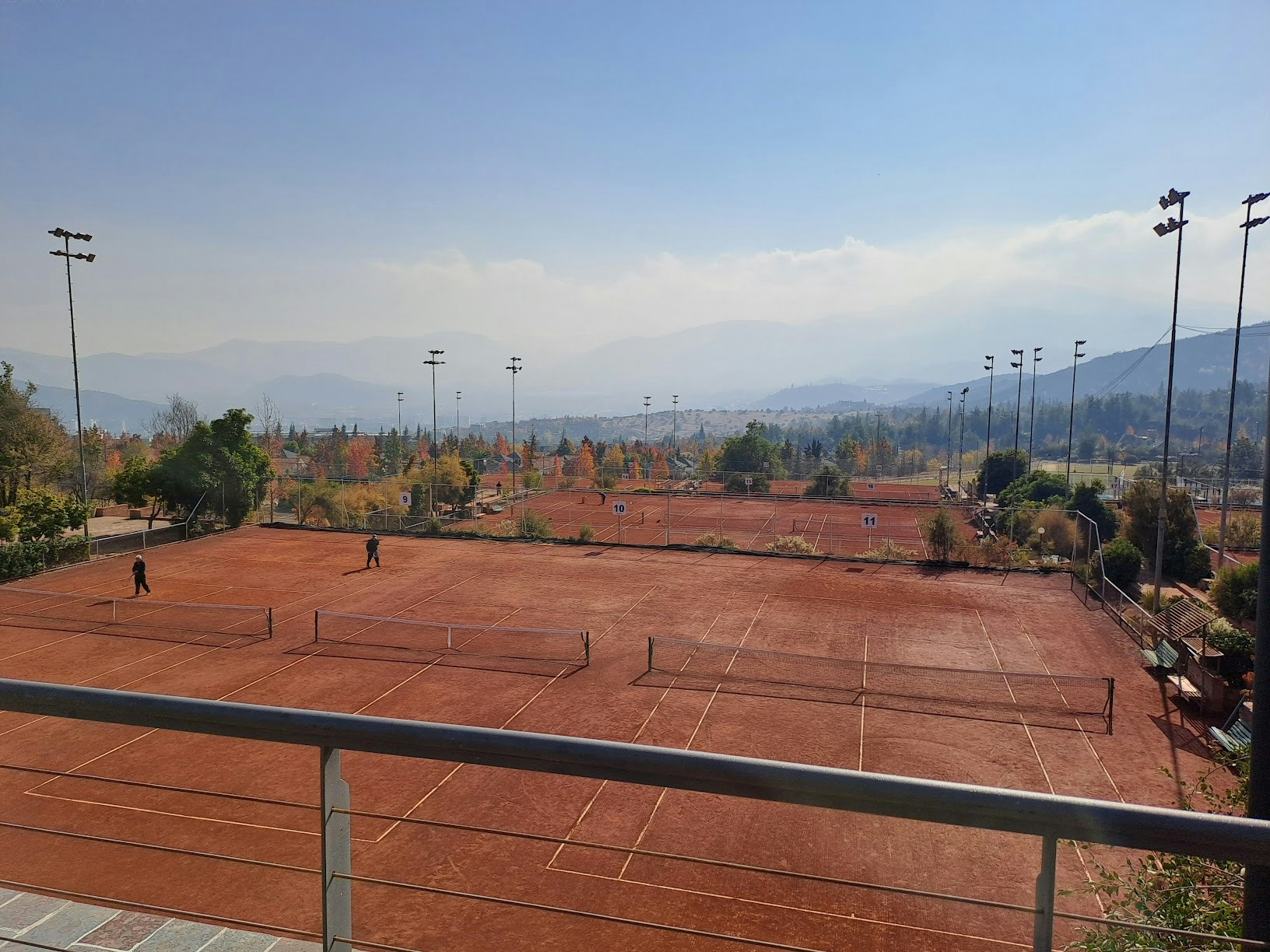
Imagen panorámica del Complejo de tenis.

Junto a las canchas de equitación y el Club House se ubica el "Complejo de Tenis Mario Caracci Onetto", sede del equipo de esa disciplina. Fue inaugurado en 1995, y cuenta con 27 canchas (23 de arcilla y 4 de asfalto). El punto principal del recinto es el Court Central del Tenis UC, que alberga los partidos del Abierto de Chile, con una capacidad cercana a los 4 000 espectadores.
En el Complejo de Tenis en sus inicios, se realizó el ATP chileno y, desde hace algunos años, el Torneo Internacional Juniors Open de la ITF. En marzo de 2023 el complejo de tenis formó parte del torneo WPT Chile Open 2023 correspondiente a la undécima edición de World Padel Tour. El 22 de diciembre de 2023, el estadio de tenis fue bautizado con el nombre del extenista chileno Jaime Fillol.

### Fortín Cruzado

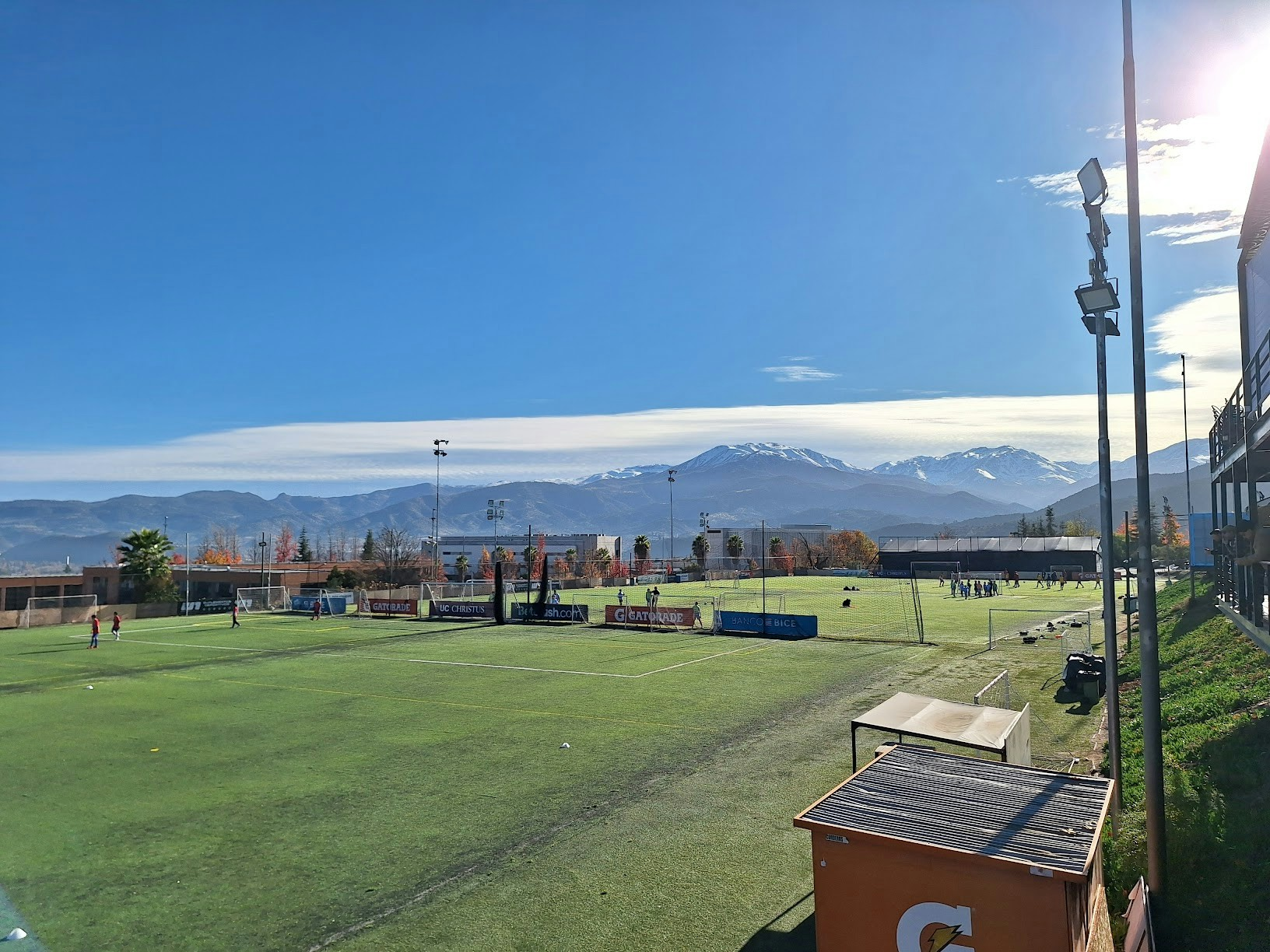
Canchas del Fortín Cruzado.

Junto a los estacionamientos del Estadio San Carlos de Apoquindo frente al sector de la tribuna Sergio Livignstone se encuentra el Fortín Cruzado. El recinto ya existía anteriormente, sin embargo, a fines de 2012 comenzó la instalación de pasto sintético en todas las canchas del recinto. Fue reinaugurado en 2013, con tres canchas de césped sintético marca Taishan con los estándares FIFA para la preparación del fútbol femenino y formativo hasta la categoría sub-14 además de incluir escuelas de fútbol.
Cuenta con una cancha de 94 x 56 metros, y dos de 94 x 50 metros. Posee instalaciones para estacionamientos, camarines, zonas comunes, cafeterías, entre otros. Para el futbolito, se desarrollan las ligas de aficionados de hombres y mujeres, donde las canchas se pueden distribuir en un total de 12 de 7x7.
El recinto se ha desarrollado versiones del torneo Santiago Cup, uno de los eventos escolares más grandes de Sudamérica. El club también organiza anualmente a nivel escolar la Copa Soprole UC.

## Zona cordillerana

### Parque natural San Carlos de Apoquindo

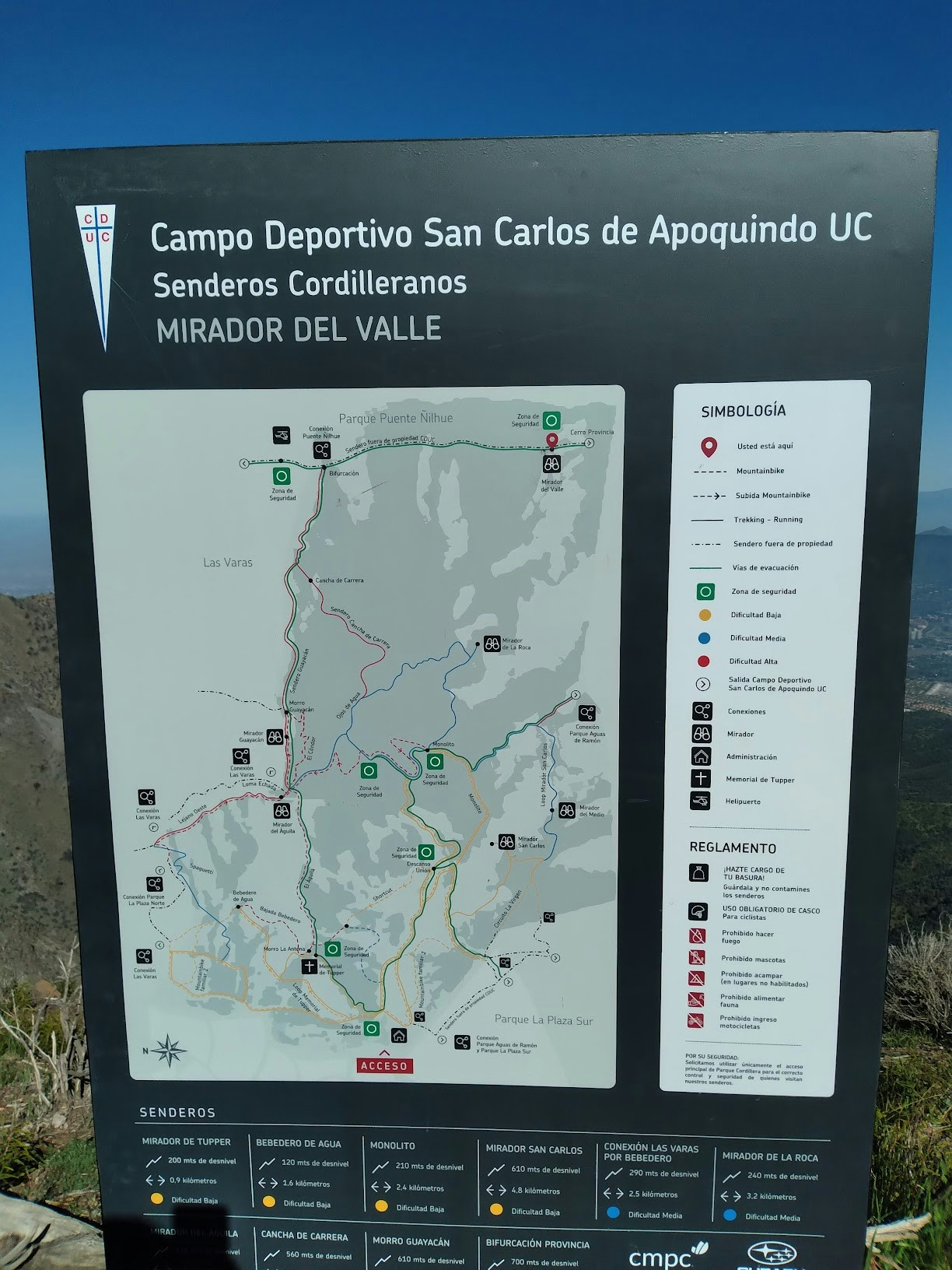
Letrero ubicado en el Mirador del Valle perteneciente a los senderos cordilleranos del Campo Deportivo.

El complejo que se divide en dos zonas urbana, una de ellas destinada a los parques y cerros. Inserto en el parque natural San Carlos de Apoquindo, se encuentran los senderos cordilleranos de Universidad Católica, en sus 700 hectáreas, se ubican 7: Alto las Vizcachas, Alto del Naranjo, Cancha de Carrera, Morro las Papas, Morro las Guayacán, Sendero Mountain Bike y el sendero Monolito. En los senderos existen rutas exclusivas para la práctica de bicicleta de montaña, carrera de senderos y excursionismo. Dentro de los senderos en 2020, comenzó una remodelación con el apoyo de CMPC, Subaru y Garmín donde alrededor de 807 hectáreas mejorarán sus señaléticas, miradores y áreas de descanso.
Dichos senderos fueron escogidos por la organización de los Juegos Panamericanos de 2023 como sede del Mountain Bike, destacando la belleza natural del entorno. En las pruebas masculina y femenina de dicho evento, los hermanos Martín y Catalina Vidaurre obtuvieron medalla de plata para el Team Chile.

### Parque educativo interpretativo
Entre los senderos también se encuentra el parque educativo interpretativo para la Valoración del Bosque Esclerófilo de Chile Central con alrededor de 80 hectáreas dedicado a la concientización y la conservación del bosque esclerófilo, que incluye la restauración del parque, infiltración de aguas, mejoras en la arquitectura del paisaje y recorrido educativo e interpretativo.
En 2019, junto con presentar la propuesta de modernización del Estadio San Carlos de Apoquindo, el CDUC y Cruzados SADP, en colaboración con CMPC, llegaron al acuerdo de reforestar cerca de 10 000 especies nativas en el complejo, con el fin de recuperar el bosque esclerófilo precordillerano. En 2024, con más del 80% del avance del estadio, se realizó la primera reforestación simbólica con la plantación de 1 000 especies de Quillay, todas donadas por CMPC.

## Eventos musicales
En el complejo deportivo se han realizado diversos espectáculos musicales. Estos han sido albergados principalmente por tres recintos: El Estadio San Carlos de Apoquindo, desde 1989; el antiguo Centro de Eventos, entre 1997 y 2005; y el nuevo Centro de Eventos, ubicado en el Edificio de Deportes UC, a contar de 2023.

## Ubicación y acceso
El complejo deportivo San Carlos de Apoquindo está ubicado en Camino Las Flores 13000, comuna de Las Condes. En transporte no existe una línea de metro que lleve directo al estadio. La estación más cercana del Metro de Santiago es la última estación de la línea 1, Los Dominicos. Luego se debe tomar un microbús de la Red Metropolitana de Movilidad.
Para llegar al Estadio San Carlos de Apoquindo por intermedio de transporte público, se debe utilizar las siguientes líneas de microbuses:
- C02c que parte desde la estación Los Dominicos en Las Condes y que también pasa por la estación Manquehue.
- C02, que parte desde la estación Escuela Militar del Metro en Las Condes.
- 421, que parte en Maipú.
- C09, que parte desde La Dehesa.